# Fundación Tony Manero
Fundación Tony Manero és un grup català de música disco i funk.

## Biografia
El grup es va formar el 1996 amb la intenció de reviure el disco; els seus integrants ja havien format part d'altres grups com El Mundo Que Viene, Bandock, Ino i Cauliflower Power. El 1999 llancen el seu primer disc anomenat Bikini 17 y 18 Marzo 99, un enregistrament en directe a la Sala Bikini de Barcelona en la que interpreten onze temes clàssics de la música negra dels anys setanta.
El seu primer àlbum d'estudi, Looking for la fiesta, es va gestar en els estudis Music Lan d'Avinyonet de Puigventós amb l'ajuda del productor Jon Cafferyy i s'edità el 2001 sota el segell Drac/Virgin. L'àlbum fou ben rebut gràcies en part a la inclusió d'un dels temes de l'àlbum (Super sexy girl) en un anunci de televisió.
El 2002 llancen el seu segon àlbum anomenat Sweet movimiento, gravat entre Avinyonet de Puigventós i Barcelona i mesclat a Rio de Janeiro, havent-hi per tant unes influències més internacionals i fins i tot un tema de samba, Nights Over Asland.
Pel 2003 surt al mercat The remixes, disc de remescles dels seus temes més coneguts.
Click és el seu tercer disc d'estudi, publicat en 2004 on s'allunyen del seu medi natural i es dediquen a tocar house, drum'n'bass, mambo-funk i latin-funk. Per a aquest disc el grup treballà en el seu propi estudi a Barcelona, i a Music Lan a Figueres, comptant amb la col·laboració d'Erik Aldrey i Jordi Mora.
El 6 d'octubre del 2006 llancen una edició especial de CD i DVD anomenada Que no pare el beat! amb una actuació gravada en directe a la sala La Paloma per celebrar els seus deu anys de carrera. En 2009 creen Pandilleros, un espectacle multidisciplinari que inclou música en directe, vídeo i art gràfic. Representat principalment en sales de teatre, recull la banda sonora d'una pel·lícula inexistent basada en un guió creat per ells mateixos. Un CD amb 26 temes propis, acompanyat d'un còmic, es va llançar per a l'ocasió.

## Membres del grup
- Miguelito Superstar (veu).
- Deliciosa Smith (baix i veu)
- Ginés Brown (saxo tenor, flauta, baix)
- Lalo López (guitarra, cors).
- Marçal Muñoz (trompeta)
- Mr. Paco Manzanares (teclats)
- Paquito Sex Machine (veu, guitarra espanyola i pandereta)
- Marc Benaiges (bateria)
- Tom Johnson (trombó)

## Discografia[3]
- Bikini 17 y 18 Marzo´99 (1999)
- Looking for la fiesta' (2001)
- Sweet movimiento (2002)
- Click! (2004)
- Que no pare el beat! (2006)
- Pandilleros (2009)
- Superficial (2014)
- Lugares comunes (2018)
- Disco para Adultos (2020)